# Bezvodovka
Bezvodovka (en rus: Безводовка) és un poble de l'óblast d'Uliànovsk, a Rússia, que el 2010 tenia 375 habitants. Pertany al districte municipal de Kuzovàtovo.